# Fekete Sárkány Társaság

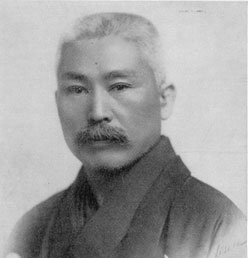
Ucsida Rjóhei, a szervezet alapítója

A Fekete Sárkány Társaság (黑龍會, Kokurjúkai, Hepburn-átírással: Kokuryūkai) szélsőséges nacionalista japán szervezet volt, amelyet a Fekete Óceán Társaság egyes vezetői alapítottak 1901-ben, állítólag a nyugat–keleti kapcsolatok és az oktatásügy jobbítása céljából, valódi törekvésük azonban az volt, hogy az Amur folyótól délre eső részeken kiszorítsák Oroszországot a kelet-ázsiai érdekszférából (az „Amur” kandzsija 'fekete sárkányt' is jelent). Saját hírszerző iskolájukban képzett kémeket küldtek Szibériába és Mandzsúriába, hirdették a „pánázsiai gondolatot”, az orosz–japán háborúban (1904–1905), Korea annektálásakor (1910) és a szibériai intervenció idején (1918–1922) a színfalak mögött tevékenykedtek, az 1920-as és 30-as években a liberálisokat és a baloldalt támadva „Sóva-restaurációt” követeltek (a Meidzsi-restauráció mintájára). Az amerikai megszálló hatóság (SCAP) 1946-ban feloszlatta a szervezetet.